# Pancéřníček smaragdový
Pancéřníček smaragdový (Corydoras splendens) patří k velkým rybám z čeledi pancéřníčkovití, z početného rodu Corydoras. Tento druh je oblíbený mezi chovateli akvarijních ryb a v akváriích je poměrně běžný.

## Synonyma
- Callichthys splendens Castelnau, 1855
- Brochis splendens (Castelnau, 1855)
- Callichthys taiosh Castelnau, 1855
- Brochis dipterus Cope, 1872
- Corydoras semiscutatus Cope, 1872
- Brochis coeruleus Cope, 1872
- Chaenothorax bicarinatus Cope, 1878
- Chaenothorax eigenmanni M. D. Ellis, 1913

## Vzhled
Pancéřníček smaragdový má svítivé, nápadné smaragdové zbarvení, od něhož je odvozen také jeho český název. Je to jeden z větších druhů pancéřníčků; dorůstá délky 5–8 cm.

## Chov v zajetí
Chov tohoto pancéřníčka není náročný, je vhodný i pro začátečníky. Je to klidná, společenská rybka. Má se chovat v hejnu minimálně o čtyřech kusech. Zdržuje se převážně u dna akvária, kde také sbírá potravu. Nepohrdne ani granulemi, vločkami nebo mraženým krmením. V jídelníčku by neměla chybět zelená složka. Chová se o teplotě 22–28 °C, pH 6–8. Tento druh se hodí do akvárií o objemu min. 40 l.

### Odchov
Pohlaví je u tohoto druhu obtížně zjistitelné. Jikry kladou na spodní stranu širokolistých rostlin. Rodiče se o potomstvo nestarají. Potěr se líhne za zhruba 3 dny a do týdne se rozplave (v závislosti na teplotě vody) a přijímá jakoukoli drobnou potravu.